# 绿地三一堂
绿地三一堂（Trinity Church on the Green）是一座圣公会教堂，位于康涅狄格州纽黑文市中心的纽黑文绿地。目前的建筑于1816年启用，哥特复兴风格，由Ithiel Town设计。1970年列入纽黑文绿地历史地区的一部分。